# Sønder Rind
Sønder Rind is een plaats in de Deense regio Midden-Jutland, gemeente Viborg. De plaats telt 295 inwoners (2008).